# Paek’am
Paek’am (kor. 백암군, Paek’am-gun) – powiat w Korei Północnej, w prowincji Ryanggang. W 2008 roku liczył 67 683 mieszkańców. Graniczy z powiatami: Yŏnsa i Ŏrang od wschodu, Poch’ŏn i Unhŭng od zachodu, Taehongdan i Samjiyŏn od północy i Tanch’ŏn (prowincja Hamgyŏng Południowy) oraz Kilju (prowincja Hamgyŏng Północny) od południa. Przez powiat przebiegają dwie linie kolejowe: Paektusan Ch'ŏngnyŏn, łącząca Kilju i Hyesan, a także linia Paekmu z Paek’am do Musan.

## Historia
Przed wyzwoleniem Korei spod okupacji japońskiej, tereny należące do powiatu wchodziły w skład powiatów Musan i Kilju. W obecnej formie, powstał w wyniku gruntownej reformy podziału administracyjnego w grudniu 1952 roku. W jego skład weszły wówczas tereny należąca wcześniej do powiat Musan miejscowość Samsa, a także 3 wsie miejscowości Yangsa (wcześniej należały do powiatu Kilju). Utworzyły one powiat Samsa, który na obecną nazwę przemianowano w październiku 1954. W czerwcu 1990 powiat powiększył się o dwie dzielnice robotnicze. Z powiatu Taehongdan włączono w skład Paek’am dzielnice Wŏnbong i Taehongdan.

## Podział administracyjny powiatu
W skład powiatu wchodzą następujące jednostki administracyjne:
| Nazwa jednostki administracyjnej                      | Rodzaj jednostki administracyjnej | Chosŏn'gŭl       | Hancha           |
| ----------------------------------------------------- | --------------------------------- | ---------------- | ---------------- |
| Paek’am-ŭp                                            | miasteczko                        | 백암읍           | 白岩邑           |
| Yup'yŏng-rodongjagu                                   | dzielnica robotnicza              | 유평로동자구     | 楡坪勞動者區     |
| Tŏngnim-rodongjagu                                    | dzielnica robotnicza              | 덕립로동자구     | 德立勞動者區     |
| Tonggye-rodongjagu                                    | dzielnica robotnicza              | 동계로동자구     | 東溪勞動者區     |
| Paek’am-rodongjagu                                    | dzielnica robotnicza              | 백암로동자구     | 白岩勞動者區     |
| Pakch'ŏn-rodongjagu                                   | dzielnica robotnicza              | 박천로동자구     | 博川勞動者區     |
| Yanghŭng-rodongjagu                                   | dzielnica robotnicza              | 양흥로동자구     | 陽興勞動者區     |
| Sanyang-rodongjagu                                    | dzielnica robotnicza              | 산양로동자구     | 山羊勞動者區     |
| Ch'ŏnsu-rodongjagu                                    | dzielnica robotnicza              | 천수로동자구     | 天水勞動者區     |
| Daet'aek-rodongjagu                                   | dzielnica robotnicza              | 대택로동자구     | 大澤勞動者區     |
| Wŏnbong-rodongjagu                                    | dzielnica robotnicza              | 원봉로동자구     | 円峰勞動者區     |
| Sebong-rodongjagu                                     | dzielnica robotnicza              | 세봉로동자구     | 세봉勞動者區     |
| Samsup'yŏng-rodongjagu                                | dzielnica robotnicza              | 삼수평로동자구   | 三水坪勞動者區   |
| Kwangdŏk-rodongjagu                                   | dzielnica robotnicza              | 광덕로동자구     | 廣德勞動者區     |
| Puhŭng-rodongjagu                                     | dzielnica robotnicza              | 부흥로동자구     | 復興勞動者區     |
| Jŭngsan-rodongjagu                                    | dzielnica robotnicza              | 증산로동자구     | 甑山勞動者區     |
| 10wŏl-15il-rodongjagu (Dzielnica im. 15 października) | dzielnica robotnicza              | 10월15일로동자구 | 10月15日勞動者區 |
| Ŭndŏk-rodongjagu                                      | dzielnica robotnicza              | 은덕로동자구     | 恩德勞動者區     |
| Okch'ŏn-rodongjagu                                    | dzielnica robotnicza              | 옥천로동자구     | 玉川勞動者區     |
| Ch'ŏngbong-rodongjagu                                 | dzielnica robotnicza              | 청봉로동자구     | 靑峰勞動者區     |
| Hwangt'o-ri                                           | wieś                              | 황토리           | 黃土里           |
| Sangdam-ri                                            | wieś                              | 상담리           | 上潭里           |
| Sŏdu-ri                                               | wieś                              | 서두리           | 西頭里           |
| Yanggok-ri                                            | wieś                              | 양곡리           | 陽谷里           |